# Биангулярная система координат

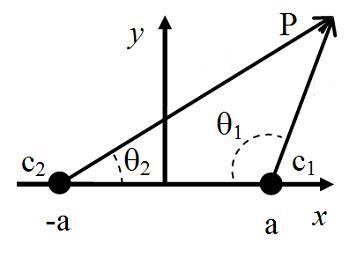

Биангулярные координаты — система координат на плоскости с двумя фиксированными точками {\displaystyle C_{1}} и {\displaystyle C_{2}}, в которой положение точки {\displaystyle P}, лежащей не на прямой {\displaystyle {\overline {C_{1}C_{2}}}}, задаётся двумя углами: {\displaystyle \angle PC_{1}C_{2}} и {\displaystyle \angle PC_{2}C_{1}}.
В некоторых источниках называются биполярными координатами.